# Пирамида времени
«Пирамида времени» (нем. Zeitpyramide) — проект ступенчатой пирамиды, произведение искусства (паблик-арт), расположенное в городе Вемдинг в Баварии, Германия. Автор идеи — немецкий художник Манфред Лабер (Manfred Laber; 1932—2018).

## История
Начало строительства пирамиды было приурочено к 1200-летнему юбилею города Вемдинг в 1993 году; планируется, что строительство будет закончено в 3183 году, через 1190 лет, что отсылает к логической ошибке алгоритма (см. Ошибка на единицу).

## Конструкция
После окончания строительства пирамида будет состоять из 120 бетонных блоков размерами 1,2 метра в длину, 1,2 метра в ширину и 1,8 метра в высоту. Каждый блок весит приблизительно 6 тонн. 
Блоки разделены промежутками в 0,5 блока (0,6 метра). Первый слой пирамиды включает в себя 64 блока в сетке 8×8, второй слой — 36 блоков сеткой 6×6, третий — 16 сеткой 4×4, последний слой — 4 блока сеткой 2×2.
Проект финансируется в основном из пожертвований местных компаний, которые, к примеру, спонсируют создателей материалами. Материал блоков строго не обозначен и может быть изменён в будущем на основании имеющихся ресурсов.

### Риск разрушения конструкции
Ввиду использования пористого материала, — бетона —, существует вероятность, что со временем вода будет проникать внутрь бетонных блоков всё глубже и глубже, что приведёт к коррозии металлических арматурных стержней, удерживающих бетон. Что далее может привести к возникновению трещин в блоках и, впоследствии, к окончательному разрушению конструкции. Также существует риск разрушительного влияния на бетон из-за сезонного чередования замерзания и нагревания зимой и летом соответственно, что обычно свойственно климату Баварии.
Возможным решением проблемы недолговечного материала может стать использование герметика.

## Концепция
Идея создания пирамиды принадлежит немецкому художнику Манфреду Лаберу (Manfred Laber), который скончался в 2018 году в возрасте 86 лет. Концепция пирамиды заключается в демонстрации человечеству значения длительного промежутка времени в течение 1200 лет и предполагает возводить бетонные блоки каждые 10 лет. На настоящий момент четыре десятилетия уже были «залиты в бетон». По замыслу автора, пирамида должна быть закончена в 3183 году, через 1190 лет после начала строительства. Она будет состоять из 120 блоков, длина и ширина каждого блока — 120 сантиметров.